# Cizer (gmina)
Cizer – gmina w Rumunii, w okręgu Sălaj. Obejmuje miejscowości Cizer, Plesca i Pria. W 2011 roku liczyła 2196 mieszkańców.